# Alejandro Román
Alejandro López Román (Madrid, 24 de marzo de 1971) es un compositor y pianista español. Músico de estilo ecléctico, sus obras abarcan tanto la composición sinfónica actual como el jazz o la música cinematográfica y audiovisual.
Su música de cámara y sinfónica se caracteriza por la fusión e influencia de las músicas del siglo XX, del impresionismo francés y el expresionismo, donde se advierte la mezcla de la tradición clásico-contemporánea occidental con aspectos tímbricos y formales de las músicas populares como son el jazz, el rock o la propia la música cinematográfica. La obra de Román ahonda en las distintas tendencias de la música actual, entre tradición y vanguardia, a través de un mundo sonoro donde prima la sensualidad y la elegancia, así como la ironía a partir de estas relaciones.

## Biografía
Estudió composición con Anton García Abril, Valentín Ruiz y Zulema de la Cruz en el Real Conservatorio Superior de Música de Madrid. De 1991 a 1995 fue becado por la AIE (Sociedad de Artistas y Intérpretes) para estudios de Jazz con Tony Heimer, Jorge Villaescusa y Ricard Miralles (piano), Claudio Gabis, Eva Gancedo y Miguel Blanco (armonía, composición y arreglos, teatro musical), Bob Sands y Victor Merlo (improvisación y conjunto). Perteneció a varios grupos de jazz y rock con los que grabó una docena de álbumes. 
Ha compuesto más de setenta obras para piano, voz, guitarra, orquesta, cámara, electroacústica y enseñanza de música, música moderna (jazz, pop) y cine, teatro y danza. En el ámbito de la música audiovisual ha escrito la música para treinta cortometrajes y diez largometrajes.
En 2014 obtuvo el Doctorado en Filosofía del Departamento de Estética, UNED, después de completar su tesis "Análisis musivisual, guía de audición y estudio de música de cine", donde analiza las conexiones entre el lenguaje de la imagen y el lenguaje musical.
En 2003 ingresó como profesor del Real Conservatorio Superior de Música de Madrid, donde imparte actualmente la materia de "Composición para Medios Audiovisuales" en el Aula "C.I.N.E.M.A." (Composición e Investigación en los Medios Audiovisuales), así como las asignaturas Técnicas de composición audiovisual, Instrumentación y orquestación aplicada a la imagen, Lenguaje musivisual y cinematográfico del Máster de Enseñanzas Artísticas de Nuevas Tecnologías en la Música: Creación e Interpretación.

## Premios
2004  Premio a la Mejor Banda Sonora Original por Niño Vudú, de Toni Bestard, en el "IX Festival de Cine Ciudad de Zaragoza" 
2005  Premio del I Foro de Jóvenes Compositores de la Fundación Sax-Ensemble por Argos, para quinteto de saxofón, dos percusionistas y piano. 
2005  IV Premio "Juan Crisóstomo Arriaga" por Ménades, para orquesta de cámara, "XVI Premio SGAE Jóvenes compositores" 
2007  2º Premio "Ángel Iglesias" por Dos Estudios Extraños, para guitarra, en el "II Concurso de Composición de Guitarra Ciudad de Badajoz". 
2015  "Premio Cultura Viva" en la categoría "Música" de la XXIV Edición de los Premios Cultura Viva de España por su extenso y multifacético trabajo como creador, intérprete y pedagogo. 
2018  Medalla de oro (clásica contemporánea y mejor álbum), por el álbum Chamber Music, Global Music Awards.
2017  Medalla de plata. por Epojé, op. 50, para violoncello y piano, Global Music Awards.

## Catálogo de obras
1990  Danza Espectral para violín, flauta, clarinete, trombón y piano (fuera de catálogo) 
1992  Oniroplastia Eco, electroacústica (fuera de catálogo) 
Picnic, electroacústico (fuera de catálogo)
1997  Tres preludios nocturnos (Miniaturas, Orillas del Manzanares y Zarabanda), para piano 
Tres Gymnopedias Satiéricas, para piano.
Orestes, para piano preparado (fuera de catálogo).
1998  Dicen que no me quieres, canción popular para canto y piano. 
A pie van mis suspiros, para canto y piano (fuera de catálogo)
Aquí te traigo María, villancico para coro mixto.
Tres piezas infantiles, para tres violoncelos y piano y violonchelo.
1999  Sonatina para piano
Sonatina, versión para orquesta de flauta (fuera de catálogo)
Suite "Bacantes", para flauta y clavecín (o piano).
2000  Sonata para clarinete, violoncello y arpa.
Homenaje a Bartok para violín, oboe, chelo y piano.
Entre arrecifes para piano
2001  Cuarteto de Cuerda
Variaciones para orquesta sobre un tema de Rameau
Tres sonetos de amor para canto y piano.
La persistencia de la memoria, electroacústica.
Misa Nupcial de los Pianistas, para canto, violín, violonchelo y órgano (fuera de catálogo)
2002 Estudio para Orquesta
El criado de don Juan, ópera de cámara en un acto, dos mesas y cuatro escenas.
Tríptico para guitarra
Black Cage, para piano preparado y electroacústico.
Vid-erunt Om-nes !!! electroacústico
2003  Bacantes, suite para orquesta (agotada) 
Clavicosmos, piezas didácticas para clavecín.
Suite Antigua, para pequeña orquesta.
Bacantes, versión de la suite para conjunto instrumental (fuera de catálogo).
2004  Nocturno de Luz, para piano. 
Monólogo de Sancho Panza, para contrabajo (con o sin recitador)
2005  Piezas Extrañas, para guitarra. 
Argos, para quinteto de saxofón, dos percusionistas y piano.
El Intrépido Soldadito de Plomo, cuento musical para flauta, piano, tuba, bajo y percusión.
Ménades, para conjunto instrumental.
2006  Don Quijote en Nueva York, para big band. 
Ludus Ludovico, para flauta, arpa y cuarteto de cuerda.
Dos princesas para violín y arpa.
Treno por Gea para violín, clarinete, violonchelo y piano.
2007 Tirsos, para flauta y arpa. 
Seguiriya, para cuarteto de fagot
Bacantes, versión para flauta y arpa.
2008 Kithara, para arpa 
Catálogo de elfos y hadas, para arpa.
Levedad del amor, para flauta, violonchelo y arpa.
2009 Balcania, para cinco flautas, contrabajo y percusión (y video opcional) 
Iberia, doce perlas de la aeronáutica española, para flauta, violín, violoncello, bandurria y guitarra.
Eterna Juventud, para dos flautas y órgano.
2010 Acuarelas de Irlanda, para orquesta completa. 
Violituras para Lydia, para violín.
Montenegro Airs, para guitarra y cuerdas de orquesta.
2011  Flaurituras para Emma, para flauta. 
Trois Tableaux Français, trío sonata para violín, violoncello y piano
Zootropías, para violín, violoncello y piano.
2012  Júbilo, dulce sueño, para flauta y arpa. 
2013  Gaiena, diez paisajes jienenses, para piano. 
Ave María, para coro mixto.
Eterna Juventud, para clarinete, arpa y órgano.
Dans la Brousse, para arpa.
Dance de la Chèvre dans la Brousse, para flauta y arpa
Pulso Vital, para fagot
2014 Danzafonía, electrónica. 
Epojé, para violoncello y piano.
El Perfecto Desconocido (Suite), orquesta
Diégesis, para violín, violoncello y piano.
Se Bop, se!, para saxofón alto y piano a cuatro manos.
2015 Nocturno, para mezzosoprano, viola y piano. 
Pulso Vital, para violín.
Marsias desafiante, para flauta, guitarra, clavecín y chelo.
Cambios, para violín.
Lamento por las víctimas del 11-M, para violín.
Ewig, tocata para piano.
Abriliana, para piano
Catálogo de Elfos y Hadas, para piano.
OidaRadio2, para piano
2016  Picasso al Cubo, para flauta, bandurria, guitarra, violín y violoncello con video y electrónica. 
Matar a Cervantes, zarzuela en tres actos.
Tríptico del Águila, para canto y piano.
Canciones sacras para canto y piano.
Bocetos Flamencos, Para piano
Piezas Tétricas, para piano
Tiento de Batalla, para piano
2017  Bocetos Flamencos, para piano a cuatro manos. 
Clarineturas para Jaime, para clarinete.
Suite China, para orquesta y coro infantil.
Collar de Haikus, para piano.
Riba Jazz, para saxofón alto y arpa.
2018  Montenegro Airs, para conjunto de clarinetes. 
Praeludium, para clarinete, saxofón alto, violín, violoncello y piano.
Seis Segundos Electrizantes, para saxofón alto, violín, violoncello y piano.
Areté, para quinteto de cuerdas y piano.
2019  Peán para flauta, clarinete, saxofón, percusión y piano. 
2020  FF, The Fantastic Four, para cuarteto de clarinetes. 
2021  Toná y Cante, para flauta. 
2022  Matar a Cervantes, Suite de concierto, para mezzosoprano, barítono, saxofón, quinteto de cuerda con piano. 
Máquinas y Artefactos, para cuarteto de saxofones, percusión y piano.
Quijotescas, suite de piezas para piano.

## Música de cine
- La Pasajera (2021). Largometraje

Directores: Raúl Cerezo y Fernando González Gómez
- Estándar (2020). Largometraje

Director: Fernando González Gómez
- Corriendo por las olas (2020). Largometraje documental

Directores: Diana de Horna y Diego Gutiérrez
- Vasy´s Odissey (2019). Largometraje

Director: Vasileos Papatheocharis
- El enemigo común (2012). Largometraje documental

Director: Jaime Otero
- El Perfecto Desconocido (2011). Largometraje

Director: Toni Bestard
- Quédate Conmigo (2010). Corto 35 mm

Director: Zoé Berriatúa
- Duelo (2010). Corto 35 mm

Director: Víctor Pedreira
- Dito, el niño despertador (2008). Corto 35 mm

Director: Miguel Yusty
- Vámonos de aquí (2008). Corto 35 mm

Directora: Nydia García Vacas.
- Intrusos (en Manasés) (2007). Largometraje

Director: Juan Carlos Claver
- Luces (2007). Animación corta 35 mm

Director: Miguel Yusty
- Equipajes (2006). Corto 35 mm

Director: Toni Bestard
- La pelota vasca en madrid (2006). Corto

Director: Jorge Barrau
- Electroshock (2005). Película de televisión

Director: Juan Carlos Claver
- El perro ambicioso (2005). Animación. Corto 35 mm

Director: Miguel Yusty
- El Cruce (2004). Película de televisión

Director: Juan Carlos Claver
- Niño Vudú (2004). Corto 35 mm

Director: Toni Bestard
- El Túnel (2004). Videoarte

Director: Daniel Román
- El viaje (2002). Corto 35 mm

Director: Toni Bestard
- Gatos (2001). Corto 35 mm

Directores: Toni Bestard y Adán Martín
- Anagnórisis (2001). Corto

Director: Daniel Román
- Sólo por un tango (2000). Corto 35 mm

Directores: Toni Bestard y Adán Martín
- Luz de Inocencia (2000). Corto 35 mm

Director: Isidro Carbajal
- Die Grünne Dattel (1999). Corto 16 mm

Directores: Toni Bestard y Adán Martín
- Macho Wells (1998). Corto

Director: Carlos Manrique
- Versos y Tabúes (1993). Corto

Director: Carlos Manrique

## Discografía
- 2022 'La Pasajera, Banda sonora/CD Mousiké
- 2021 'La Odisea de Vasi, Banda sonora/CD Mousiké
- 2020 'Estándar, Banda sonora/CD Mousiké
- 2020 Integral de la obra para arpa y con arpa, vol. 1, CD Mousiké
- 2018 CIPCE: Piano Works, CD Mousiké
- 2017 A Common Enemy, Banda sonora de la película/CD Rosetta Records
- 2017 Chamber Music, CD Naxos
- 2017 Spirit of Nature, Banda sonora/CD Mousiké
- 2015 Integral de la Obra para Arpa dedicada a Mª Rosa Calvo-Manzano, CD Arlu Discos
- 2013 La Perfecta Desconocida, CD Mousiké
- 2012 El Perfecto Desconocido, Banda sonora de la película/CD Karonte
- 2011 Dos princesas y Bacantes en "Dúos para flauta y arpa españoles contemporáneos", CD Arlu Discos
- 2010 Intrusos en Manasés, Banda sonora de la película/CD Mousiké
- 2009 Electroshock, Banda sonora de la película/CD Mousiké
- 2008 Ludus Ludovico y Sonata para flauta, violoncello y arpa en "El arpa en la música española de la cámara contemporánea", CD Arlu Discos
- 2008 Music for Shortfilms, compilación CD/CD Mousiké
- 2007 Ménades, para orquesta de cámara en "XVI-XVII PREMIO SGAE Jóvenes Compositores", CD Fundación Autor

## Libros publicados
- 2022 Composición musivisual, guía para la creación de música audiovisual Editorial Visión Libros, Madrid
- 2017 Análisis musical, guía de audición y estudio de la música cinematográfica Editorial Visión Libros, Madrid
- 2008 El lenguaje musivisual, semiótica y estética de la música cinematográfica, Editorial Visión Libros, Madrid
- 2008 Indeterminación y minimalismo, pop y vanguardias, Lulú.
- 2008 Manuel de la Falla y la filosofía española, Lulú.

## Artículos
- 2022 Elaboración de suites de música cinematográfica para concierto: Musimagen y su comisión permanente, en "Cuadernos de Investigación Musical nº 15", Centro de Investigación y Documentación Musical (CIDoM), Universidad de Castilla-La Mancha
- 2021 Ángel Arteaga: de la composición sinfónica a la música de cine, en "Música, Nº 28", Revista del Real Conservatorio Superior de Música de Madrid.
- 2021 Matar a Cervantes, gestación y escritura de una zarzuela y libreto sobre las últimas horas del autor del Quijote, en "De mi patria y de mí mismo salgo", edición de Daniel Migueláñez y Aurelio Vargas Díaz Toledo, Instituto Universitario de Investigación Miguel de Cervantes, Editorial Universidad de Alcalá
- 2018 Ensimismamiento e introspección en la música. Un ejemplo desde el análisis musivisual de una secuencia cinematográfica, en Revista Sociedad y Creatividad, nº 28.
- 2015 Función y Significado Musivisual del Adagietto de la 5ª Sinfonía de Mahler en Muerte en Venecia, en "Música, Nº 22", Revista del Real Conservatorio Superior de Música de Madrid.
- 2012 Análisis Musivisual: una propuesta metodológica para el estudio de la música en Los Otros, de Alejandro Amenábar, en "La Música en el Lenguaje Audiovisual: Aproximaciones multidisciplinares a una comunicación mediática", edición de Teresa Fraile y Eduardo Viñuela, Sevilla
- 2009 Estética de la música cinematográfica, aspectos diferenciadores, en "Reflexiones en torno a la música y la imagen desde la musicología española", edición de Matilde Olarte, Salamanca
- 2009 Enseñanza de la música de cine en España, en la revista "Música y educación", número 78, año XXII.
- 2007 Cine, Música, Arquitectura. Ejercicio Interdisciplinar de la percepción del espacio y la memoria auditiva, en "Experiencias de innovación docente en la Universidad de Alcalá", Universidad de Alcalá, Alcalá de Henares (Madrid)